# Romanser
Romanser opus 15 is een liederenbundel van de componist Edvard Grieg. 
Grieg verzamelde tijdens drukke werkzaamheden (concerten geven etc.) in Oslo vier teksten in deze bundel:
- Henrik Ibsen: Margretes Vuggesang (wiegelied van Margarete)
- Hans Christian Andersen: Kjaerlighed (liefde)
- Hans Christian Andersen: Langelandsk Folkemelodie (volksliedje uit Langeland)
- Christian Richardt: Modersorg (moedersmart)

De liedjes zijn deels geïnspireerd op de (aanstaande) geboorte van dochter Alexandra van Edward Grieg en Nina Hagerup. De liedjes 2 en 3 had Grieg nog op de plank liggen uit 1864; hij wilde ze eerder publiceren in Romanser og ballader af A. Munch (opus 9), maar die werd alleen bestemd voor liederen op tekst van Andreas Munch. Opus 15 werd uitgegeven in december 1868.